# Largheh-ye Sofla
Largheh-ye Sofla (em persa: لرغه سفلي, também romanizada como Largheh-ye Soflá) é uma aldeia do distrito rural de Murmuri, no condado de Abdanan, na província de Ilam, Irã.